# Paderborner Tilgungskasse

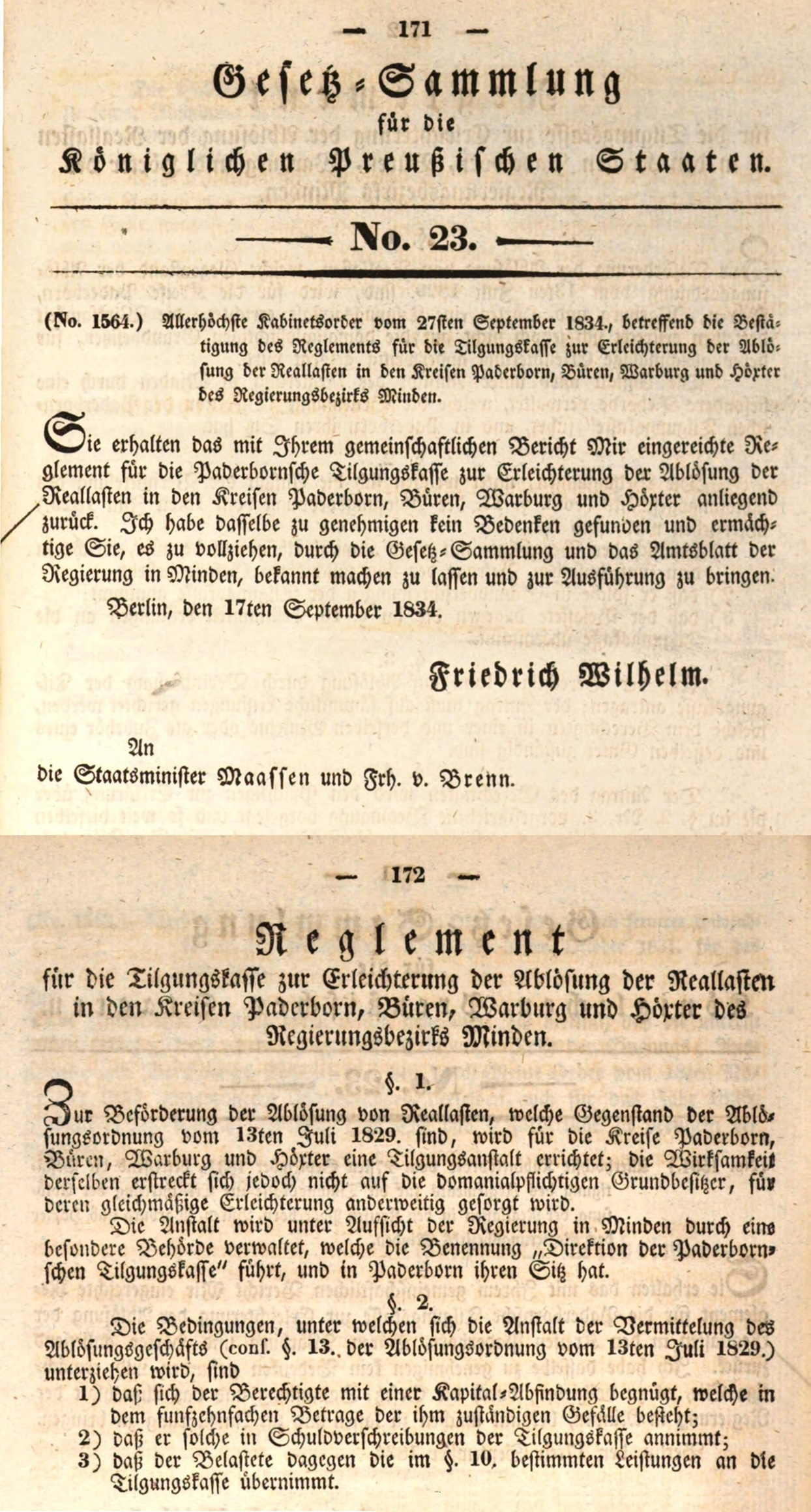
Reglement für die Tilgungskasse in den Kreisen Paderborn, Büren, Warburg und Höxter, Fassung von 1834 (königliche Kabinettsorder und Paragraphen 1 und 2)

Die Paderborner Tilgungskasse wurde 1836 durch die preußische Verwaltung im ehemaligen Hochstift Paderborn eingerichtet, um die Bauernbefreiung durch gezielte finanzielle Unterstützung zu erleichtern. Ziel war es, den Bauern den Erwerb von Eigentum an ihren bewirtschafteten Flächen zu ermöglichen und sie von jahrhundertealten Abhängigkeitsverhältnissen zu befreien. Die Kasse stellte Kredite bereit, die es den Landwirten ermöglichten, ihre bestehenden feudalen Lasten (Zehnte, Frondienste und andere Abgaben) gegenüber den Grundherren abzulösen.

## Hintergrund und gesetzliche Grundlagen
Die Ablösung feudaler Lasten war ein zentraler Bestandteil der preußischen Reformen zur Bauernbefreiung im 19. Jahrhundert. Bereits in den 1820er Jahren erkannte die preußische Regierung, dass die finanzielle Situation vieler Bauern eine sofortige Ablösung unmöglich machte. Daher wurden verschiedene gesetzliche Regelungen erlassen:
- Gesetz von 1825: Dieses Gesetz schuf erstmals einen rechtlichen Rahmen für die Ablösung, setzte aber auf freiwillige Vereinbarungen zwischen Bauern und Grundherren. Da viele Bauern nicht über die notwendigen Mittel verfügten und die Grundherren kaum Anreize zur Zustimmung hatten, blieb die Umsetzung begrenzt.
- Gesetz von 1829: Aufgrund der Schwierigkeiten wurde eine verpflichtende Ablösung eingeführt, allerdings ohne eine finanzielle Lösung für die Bauern bereitzustellen. Dies führte zu einer weitgehenden Stagnation der Reform in wirtschaftlich schwächeren Regionen wie dem Hochstift Paderborn.
- Gründung der Paderborner Tilgungskasse 1836: Aufgrund der anhaltenden wirtschaftlichen Probleme in der Region entschied sich der preußische Staat, die Bauern durch die Einrichtung einer Tilgungskasse direkt zu unterstützen.

## Gründung und Organisation
Die Gründung der Tilgungskasse wurde maßgeblich von Ludwig von Vincke, dem Oberpräsidenten der preußischen Provinz Westfalen, initiiert. Er setzte sich für weitreichende Reformen zur Bauernbefreiung ein und erkannte, dass ohne finanzielle Unterstützung die Ablösung der Feudallasten kaum realisierbar war.
Von Vincke entwickelte ein Modell, das sich an bereits bestehenden Tilgungs- und Rentenbanken orientierte, jedoch speziell auf die agrarwirtschaftlichen Bedingungen Westfalens zugeschnitten war. Sein Einfluss war entscheidend für die Einführung der Tilgungskasse, die als staatlich kontrollierte Einrichtung mit zentralen Mitteln finanziert wurde. Ihr Ziel war es, die Bauern in die Lage zu versetzen, ihre Lasten abzulösen, ohne dabei wirtschaftlich überfordert zu werden. Das Modell wurde später in modifizierter Form in anderen preußischen Provinzen übernommen.

## Funktionsweise und Ablösungsbedingungen
Die Tilgungskasse wurde mit staatlichen Mitteln ausgestattet und gewährte langfristige Darlehen zu günstigen Konditionen. Der ursprüngliche Ablösungsfaktor lag bei 15 Jahresabgaben, wurde jedoch später auf das 18-Fache der bisherigen Abgaben angehoben, um den Widerstand der Grundherren zu reduzieren.
Konditionen der Darlehen:
- Zinssatz: 4 % jährlich
- Tilgungsbeitrag: 1/6 % des Darlehens für Verwaltungskosten
- Laufzeit: 40 Jahre mit festen Raten
- Rückzahlungsmechanismus: Die Bauern konnten die Ablösungssumme über mehrere Jahrzehnte begleichen, wodurch eine plötzliche wirtschaftliche Überforderung vermieden wurde.

Ein wichtiger Aspekt war, dass die Bauern durch das System langfristig Eigentümer ihres Landes wurden. Dies führte zu einer nachhaltigen Verbesserung ihrer wirtschaftlichen Lage und ermöglichte eine effizientere landwirtschaftliche Produktion.

## Bedeutung für die Agrarverfassung und Wirtschaft
Die Paderborner Tilgungskasse war ein erfolgreiches Instrument zur Bauernbefreiung und trug zur langfristigen wirtschaftlichen Stabilisierung der Region bei. Die Möglichkeit, Land vollständig zu erwerben und frei zu bewirtschaften, führte zur Modernisierung der Landwirtschaft und zur stärkeren Integration in die Marktwirtschaft. Historiker analysierten die wirtschaftlichen und rechtlichen Aspekte der Tilgungskasse und hoben hervor, dass sie ein ordnungspolitisches Erfolgsmodell im ansonsten oft als restriktiv empfundenen preußischen Wirtschaftssystem war.
Die Kasse diente als Modell für spätere Reformen, insbesondere für die Rentenbanken ab 1850, die ähnliche Finanzierungsmechanismen für bäuerliche Ablösungen in anderen preußischen Gebieten übernahmen.